# Torneo Apertura 2017 (Venezuela)
El Torneo Apertura es el primero de los dos torneos de la temporada 2017 en la primera división del fútbol venezolano.

## Sistema de competición
El torneo se juega con el formato todos contra todos en una rueda de 17 fechas, en los que participan dieciocho equipos.  Los mejores ocho de la primera ronda clasifican a una liguilla, con enfrentamientos de ida y vuelta, para definir al Campeón. Los campeones de los dos torneos (Apertura y Clausura) se enfrentan en una final a partidos de ida y vuelta para definir al Campeón Nacional quien se lleva el título de liga es decir, la estrella de la temporada.
El equipo campeón del Torneo Apertura 2017 clasifica para la Copa Conmebol Libertadores 2018 y el subcampeón clasifica para la Copa Sudamericana 2018.
Todo lo concerniente a un empate de puntos al finalizar el Torneo entre dos clubes, se dilucidará en favor del Club que ganó el encuentro jugado entre ambos; y de haber un empate en el enfrentamiento, en favor del Club que tenga mejor diferencia de goles a favor. Si persiste, se tomará en cuenta quien haya marcado más goles a favor; Si el empate es entre tres o más clubes, se define en favor del Club que tenga más puntos obtenidos solo entre los cruces de los clubes involucrados.

## Información de los equipos
| Club                                     | Ciudad         | Entrenador                   | Estadio                      | Capacidad | Indumentaria  | Patrocinador Principal             | Patrocinadores secundarios                       |
| ---------------------------------------- | -------------- | ---------------------------- | ---------------------------- | --------- | ------------- | ---------------------------------- | ------------------------------------------------ |
| Aragua F.C.                              | Maracay        | Antonio Franco               | Hermanos Ghersi              | 16.000    | New Arrival   | Gobierno Bolivariano de Aragua     | Eurobuilding / TeleAragua/Meridiano              |
| A.C. Deportivo Lara                      | Cabudare       | Leonardo González            | Metropolitano de Cabudare    | 45.312    | Adidas        | SoloDeportes                       | / Alimex                                         |
| A.C.C.D. Mineros de Guayana              | Ciudad Guayana | Juan Domingo Tolisano        | CTE Cachamay                 | 41.600    | Sport Jugados | Gobernación de Bolívar             | / DirecTV / Pepsi / Traki / Inter                |
| Atlético Socopó F.C.                     | Socopó         | Alberto Valencia             | Rogelio Matos                | 7.500     | Kiukak Sports | SocoGool                           | Agropecuaria El Palmasoleño/Farmacia Las Rebajas |
| Atlético Venezuela C.F.                  | Caracas        | Ignacio "Nacho" González     | Brígido Iriarte              | 10.000    | Adidas        | GUUAO                              | / Gatorade                                       |
| Carabobo F.C.                            | Valencia       | Julio César Baldivieso       | Polideportivo Misael Delgado | 10.400    | Adidas        | Gobierno Bolivariano de Carabobo   | -                                                |
| Caracas F.C.                             | Caracas        | Noel Sanvicente              | Olímpico de la UCV           | 24.900    | Adidas        | Maltín Polar                       | / / Plumrose                                     |
| Deportivo Anzoátegui S.C.                | Puerto La Cruz | Nicolás Larcamón             | José Antonio Anzoátegui      | 40.000    | Skyros        | Gobierno Bolivariano de Anzoategui | Rutaca Airlines / Venezolana                     |
| Deportivo JBL del Zulia                  | Maracaibo      | José Cortina Henríquez       | José Encarnación Romero      | 45.000    | JBL Sports    | Brava Lubricants                   | -                                                |
| Deportivo La Guaira F.C.                 | La Guaira      | Eduardo Saragó               | Olímpico de la UCV           | 24.900    | Adidas        | Traki                              | ONA                                              |
| Deportivo Táchira F.C.                   | San Cristóbal  | Santiago Escobar Saldarriaga | Pueblo Nuevo                 | 38.755    | Skyros        | JHS Grupo                          | Maltín Polar / Pepsi / DirecTV / Kino Táchira    |
| Estudiantes de Mérida F.C.               | Mérida         | José Nabor Gavidia           | Metropolitano de Mérida      | 42.200    | Puma          | Gobierno Socialista de Mérida      |                                                  |
| Metropolitanos F.C.                      | Caracas        | Rafael Santana               | Olímpico de la UCV           | 24.900    | More Design   |                                    | ONA/Banco Fondo Común                            |
| Monagas S.C.                             | Maturín        | Jhonny Ferreira              | Monumental de Maturín        | 51.796    | Adidas        | Gobernación de Monagas             | / Samsung                                        |
| Portuguesa F.C.                          | Araure         | Carlos Horacio Moreno        | José Antonio Paez            | 14.000    | Uhlsport      |                                    | /////                                            |
| Trujillanos F.C.                         | Valera         | Cristian Ferlauto            | Estadio José Alberto Pérez   | 26.000    | Sport Jugados |                                    | Trujillo Potencia Deportiva                      |
| Zamora F.C.                              | Barinas        | Francesco Stifano            | Agustín Tovar                | 24.396    | Skyros        |                                    | / Domosa                                         |
| Zulia F.C.                               | Maracaibo      | Daniel Farías                | José Encarnación Romero      | 45.000    | Sport Jugados | Gobierno Bolivariano de Zulia      |                                                  |
| Datos actualizados el 27 de mayo de 2017 |                |                              |                              |           |               |                                    |                                                  |

### Cambios de entrenadores
| Equipo                     | Entrenador (jornadas)                                  |
| -------------------------- | ------------------------------------------------------ |
| Portuguesa F.C.            | Horacio Matuszyczk (1-3) Carlos Horacio Moreno (4-...) |
| Trujillanos F.C.           | Darío Martínez (1-4) Cristian Ferlauto (5-...)         |
| Atlético Socopó F.C.       | Giovanny Pérez (1-8) Alberto Valencia (10-...)         |
| Estudiantes de Mérida F.C. | Juan Cruz Real (1-9) José Nabor Gavidia (10-...)       |
| Deportivo JBL del Zulia    | Frank Flores (1-10) José Cortina Henríquez (12-17)     |

### Estadios
| | Estadio Metropolitano de Cabudare                                                                           | |
| Monumental de Maturín Ciudad: Maturín Capacidad: 51.796 Club: Monagas SC                               | Estadio Metropolitano de Cabudare Ciudad: Cabudare Capacidad: 45.312 Club: AC Deportivo Lara                | Estadio Metropolitano de Mérida Ciudad: Mérida Capacidad: 42,200 Club: Estudiantes de Mérida FC       |
| | | |
| Estadio Cachamay Ciudad: Ciudad Guayana Capacidad: 41,600 Club: Mineros de Guayana                     | Estadio José Encarnación Romero Ciudad: Maracaibo Capacidad: 45,000 Club: Zulia FC, Deportivo JBL del Zulia | Polideportivo de Pueblo Nuevo Ciudad: San Cristóbal Capacidad: 38,755 Club: Deportivo Táchira FC      |
| | | |
| Estadio José Antonio Anzoátegui Ciudad: Puerto La Cruz Capacidad: 37,485 Club: Deportivo Anzoategui SC | Estadio José Alberto Pérez Ciudad: Valera Capacidad: 25,000 Club: Trujillanos FC                            | Estadio Olímpico de la UCV Ciudad: Caracas Capacidad: 24,900 Club: Caracas FC, Deportivo La Guaira FC |
| | | |
| Estadio Agustín Tovar Ciudad: Barinas Capacidad: 24,396 Club: Zamora FC                                | Hermanos Ghersi Ciudad: Maracay Capacidad: 16,000 Club: Aragua FC                                           | Estadio José Antonio Páez Ciudad: Acarigua Capacidad: 14,000 Club: Portuguesa FC                      |
| | | |
| Polideportivo Misael Delgado Ciudad: Valencia Capacidad: 10,400 Club: Carabobo FC                      | Estadio Brígido Iriarte Ciudad: Caracas Capacidad: 10,000 Club: Atlético Venezuela CF                       | Estadio Rogelio Matos Ciudad: Socopó Capacidad 7,500 Club: Atlético Socopó FC                         |

## Localización
| Región          | N.º | Equipos                                                                                                 |
| --------------- | --- | --- |
| Los Andes       | 5   | Estudiantes de Mérida F.C., Deportivo Táchira F.C., Trujillanos F.C., Atlético Socopó F.C., Zamora F.C. |
| Capital         | 4   | Atlético Venezuela C.F., Caracas F.C., Deportivo La Guaira F.C., Metropolitanos F.C.                    |
| Centroccidental | 2   | A.C. Deportivo Lara, Portuguesa F.C.                                                                    |
| Central         | 2   | Aragua F.C., Carabobo F.C.                                                                              |
| Nor-Oriental    | 2   | Deportivo Anzoátegui S.C., Monagas S.C.                                                                 |
| Zuliana         | 2   | Zulia F.C., Deportivo JBL del Zulia                                                                     |
| Guayana         | 1   | C.D. Mineros de Guayana                                                                                 |

## Clasificación
| Pos. | Equipos                    | PJ | PG | PE | PP | GF | GC | Dif. | Pts. |
| ---- | -------------------------- | -- | -- | -- | -- | -- | -- | ---- | ---- |
| 1.   | Deportivo Táchira F.C.     | 17 | 10 | 6  | 1  | 30 | 15 | 15   | 36   |
| 2.   | Carabobo F.C.              | 17 | 10 | 5  | 2  | 36 | 12 | 24   | 35   |
| 3.   | Zamora F.C.                | 17 | 8  | 6  | 3  | 26 | 14 | 12   | 30   |
| 4.   | Deportivo Anzoategui S.C.  | 17 | 7  | 7  | 3  | 23 | 13 | 10   | 28   |
| 5.   | Caracas F.C.               | 17 | 7  | 7  | 3  | 27 | 19 | 8    | 28   |
| 6.   | Monagas S.C.               | 17 | 6  | 8  | 3  | 27 | 19 | 8    | 26   |
| 7.   | Aragua F.C.                | 17 | 6  | 7  | 4  | 22 | 17 | 4    | 25   |
| 8.   | Deportivo la Guaira F.C.   | 17 | 6  | 5  | 6  | 25 | 15 | 6    | 23   |
| 9.   | Zulia F.C.2                | 17 | 7  | 2  | 8  | 28 | 35 | -7   | 23   |
| 10.  | C.D. Mineros de Guayana1   | 17 | 6  | 4  | 7  | 30 | 36 | -6   | 22   |
| 11.  | Atlético Venezuela C.F.    | 17 | 6  | 3  | 8  | 22 | 27 | -5   | 21   |
| 12.  | Trujillanos F.C.           | 17 | 4  | 7  | 6  | 17 | 17 | 0    | 19   |
| 13.  | A.C. Deportivo Lara        | 17 | 5  | 4  | 8  | 21 | 23 | -2   | 19   |
| 14.  | Estudiantes de Mérida F.C. | 17 | 4  | 6  | 7  | 15 | 20 | -5   | 18   |
| 15.  | Portuguesa F.C.            | 17 | 2  | 10 | 5  | 13 | 27 | -14  | 16   |
| 16.  | Metropolitanos F.C.        | 17 | 4  | 3  | 10 | 13 | 31 | -18  | 15   |
| 17.  | Deportivo JBL del Zulia    | 17 | 4  | 2  | 11 | 17 | 31 | -14  | 14   |
| 18.  | Atlético Socopó F.C.       | 17 | 3  | 4  | 10 | 15 | 27 | -12  | 13   |

|  | Clasifica a Liguilla. |

Nota:
- 1 El partido entre Atlético Venezuela y Mineros de Guayana correspondiente a la 12.ª jornada, y que acabó con 2-1 para los locales, fue declarado como una victoria por 3-0 por alineación indebida de Angelo Peña[17] de Mineros de Guayana.
- 1 El partido entre Mineros de Guayana y Portuguesa correspondiente a la 13.ª jornada, y que acabó con 1-0 para los locales, fue declarado como una derrota por 0-3 por alineación indebida de Angelo Peña[17] de Mineros de Guayana.
- 2 El partido entre el Zulia y el Deportivo Táchira correspondiente a la 17.ª jornada, y que acabó con 2-0 para los locales, fue declarado como una derrota por 0-3 por alineación indebida de los jugadores extranjeros[18] (César Gómez, Hervé Kambou, Luciano Guaycochea y Sergio Unrein) por parte del Zulia.

### Evolución en la tabla de posiciones
| Deportivo Táchira F.C. 1      | 10 | 7  | 3  | 4  | 8  | 4  | 3  | 2  | 2  | 2  | 1  | 1  | 1  | 1  | 1  | 1  | 1  |
| Carabobo F.C. 2 3             | 10 | 15 | 14 | 15 | 15 | 13 | 10 | 8  | 8  | 3  | 3  | 2  | 2  | 2  | 2  | 2  | 2  |
| Zamora F.C. 4 6 8 9           | 2  | 1  | 1  | 1  | 4  | 2  | 2  | 3  | 1  | 1  | 2  | 3  | 3  | 3  | 3  | 3  | 3  |
| Deportivo Anzoátegui S.C. 6 7 | 3  | 6  | 3  | 7  | 5  | 9  | 9  | 12 | 10 | 7  | 8  | 6  | 6  | 4  | 5  | 5  | 4  |
| Caracas F.C. 5                | 6  | 3  | 9  | 10 | 11 | 11 | 12 | 11 | 12 | 12 | 12 | 13 | 12 | 8  | 6  | 6  | 5  |
| Monagas S.C. 7                | 6  | 11 | 13 | 13 | 10 | 7  | 8  | 7  | 4  | 5  | 5  | 5  | 5  | 7  | 8  | 4  | 6  |
| Aragua F.C.                   | 16 | 12 | 11 | 9  | 6  | 8  | 4  | 4  | 5  | 8  | 6  | 7  | 7  | 10 | 7  | 7  | 7  |
| Deportivo La Guaira F.C.      | 1  | 5  | 2  | 3  | 1  | 3  | 6  | 9  | 11 | 13 | 13 | 10 | 10 | 6  | 10 | 8  | 8  |
| Zulia F.C. 5                  | 14 | 9  | 6  | 8  | 2  | 6  | 7  | 5  | 7  | 6  | 7  | 11 | 13 | 12 | 4  | 9  | 9  |
| C.D. Mineros de Guayana 2     | 10 | 7  | 8  | 2  | 7  | 5  | 5  | 6  | 9  | 11 | 11 | 12 | 11 | 13 | 12 | 10 | 10 |
| Atlético Venezuela C.F. 9     | 8  | 2  | 7  | 6  | 9  | 10 | 11 | 10 | 6  | 9  | 10 | 9  | 9  | 5  | 9  | 11 | 11 |
| Trujillanos F.C.              | 17 | 13 | 16 | 17 | 18 | 16 | 14 | 15 | 14 | 10 | 9  | 8  | 8  | 11 | 11 | 12 | 12 |
| A.C. Ddeportivo Lara 4        | 5  | 10 | 3  | 5  | 3  | 1  | 1  | 1  | 3  | 4  | 4  | 4  | 4  | 9  | 13 | 13 | 13 |
| Estudiantes de Mérida F.C.    | 4  | 3  | 11 | 10 | 11 | 12 | 11 | 11 | 11 | 11 | 11 | 15 | 11 | 11 | 11 | 11 | 14 |
| Portuguesa F.C. 1             | 10 | 17 | 15 | 16 | 17 | 18 | 18 | 18 | 18 | 18 | 18 | 18 | 18 | 18 | 18 | 18 | 15 |
| Metropolitanos F.C.           | 8  | 14 | 17 | 18 | 16 | 17 | 15 | 13 | 13 | 14 | 14 | 14 | 14 | 14 | 15 | 15 | 14 |
| Deportivo JBL 3 8             | 15 | 16 | 18 | 12 | 13 | 14 | 16 | 16 | 16 | 17 | 17 | 16 | 17 | 16 | 16 | 16 | 17 |
| Atlético Socopó F.C.          | 18 | 18 | 12 | 14 | 14 | 15 | 17 | 17 | 17 | 16 | 16 | 17 | 16 | 17 | 17 | 17 | 18 |

## Resultados
- Los horarios corresponden a la hora local de Venezuela (UTC−04:00).

Calendario sujeto a cambios
| Zulia               | 1 : 2 | Estudiantes de Mérida | “Pachencho” Romero         | 28 de enero | 15.00 | / TLT           | 14.343           | 35,85 % |
| Deportivo La Guaira | 4 : 1 | Atlético Socopó       | Olímpico UCV               | 28 de enero | 17.00 | / TLT           | 135              | 0,54 %  |
| Deportivo Lara      | 1 : 0 | Deportivo JBL         | Metropolitano de Cabudare  | 28 de enero | 17.00 | Sin transmisión | 2.362            | 5,21 %  |
| Atlético Venezuela  | 0 : 0 | Metropolitanos        | Brígido Iriarte            | 29 de enero | 11.00 | / TLT           | 1.275            | 12,75 % |
| Trujillanos         | 0 : 2 | Deportivo Anzoátegui  | José Alberto Pérez         | 29 de enero | 15.00 | / TLT           | 4.555            | 18,22 % |
| Monagas             | 1 : 1 | Caracas               | Monumental de Maturín      | 29 de enero | 17.00 | / TLT           | 10.328           | 19,93 % |
| Zamora              | 3 : 1 | Aragua                | Agustín Tovar              | 29 de enero | 18.30 | Sin transmisión | A puerta cerrada | 0 %     |
| Deportivo Táchira   | 1 : 1 | Portuguesa            | Polideportivo Pueblo Nuevo | 24 de marzo | 19.00 | Sin transmisión | 5.731            | 14,78 % |
| Carabobo            | 4 : 0 | Mineros de Guayana    | Misael Delgado             | 17 de mayo  | 19:00 | Sin transmisión | 1.045            | 10,04 % |

| Portuguesa            | 1 : 3 | Atlético Venezuela  | José Antonio Páez       | 3 de febrero | 15.00 | / TLT           | 2.753 | 19,66 %  |
| Deportivo Anzoátegui  | 1 : 2 | Zulia               | Jóse Antonio Anzoátegui | 3 de febrero | 17.00 | / TLT           | 4.500 | 12,00 %  |
| Atlético Socopó       | 1 : 2 | Deportivo Táchira   | Rogelio Matos           | 4 de febrero | 15.00 | / TLT           | 9.860 | 131,46 % |
| Metropolitanos        | 0 : 3 | Zamora              | Brígido Iriarte         | 4 de febrero | 15.00 | Sin transmisión | 935   | 9,35 %   |
| Mineros de Guayana    | 2 : 1 | Deportivo Lara      | CTE Cachamay            | 4 de febrero | 17.00 | / TLT           | 3.727 | 8,95 %   |
| Estudiantes de Mérida | 0 : 0 | Trujillanos         | Metropolitano de Mérida | 5 de febrero | 11.00 | / TLT           | 5.095 | 12,07 %  |
| Aragua                | 0 : 0 | Monagas             | Hermanos Ghersi         | 5 de febrero | 15.00 | / TLT           | 2.038 | 12,73 %  |
| Caracas               | 1 : 0 | Deportivo La Guaira | Olímpico UCV            | 6 de febrero | 19.00 | / TLT           | 3.128 | 12.56 %  |
| Deportivo JBL         | 0 : 4 | Carabobo            | "Pachencho" Romero      | 5 de abril   | 15:00 | Sin transmisión | 682   | 1,67 %   |

| Deportivo Lara      | 2 : 0 | Metropolitanos        | Metropolitano de Cabudare | 10 de febrero | 17.00 | / TLT           | 4.205  | 9.28 %  |
| Zamora              | 1 : 1 | Mineros de Guayana    | Agustín Tovar             | 10 de febrero | 19.00 | / TLT           | 4.708  | 19,29 % |
| Aragua              | 2 : 1 | Caracas               | Hermanos Ghersi           | 11 de febrero | 11.00 | / TLT           | 1.335  | 8.34 %  |
| Atlético Venezuela  | 1 : 2 | Deportivo Táchira     | Brígido Iriarte           | 12 de febrero | 11.00 | / TLT           | 2.325  | 23,25 % |
| Deportivo La Guaira | 1 : 0 | Estudiantes de Mérida | Olímpico UCV              | 12 de febrero | 15.00 | / TLT           | 3.800  | 15,26 % |
| Deportivo JBL       | 0 : 1 | Deportivo Anzoátegui  | "Pachencho" Romero        | 12 de febrero | 15.00 | Sin transmisión | 683    | 1,70 %  |
| Trujillanos         | 1 : 2 | Atlético Socopó       | José Alberto Pérez        | 12 de febrero | 16.00 | Sin transmisión | 4.400  | 17,59 % |
| Monagas             | 3 : 4 | Zulia                 | Monumental de Maturín     | 12 de febrero | 17.15 | / TLT           | 10.956 | 21,15 % |
| Carabobo            | 0 : 0 | Portuguesa            | Misael Delgado            | 13 de febrero | 19.00 | / TLT           | 1.235  | 11,87 % |

| Zulia                 | 2 : 2 | Deportivo Lara      | "Pachencho" Romero      | 17 de febrero | 15:00 | Sin transmisión | 4.375 | 10,93 %  |
| Atlético Socopó       | 1 : 2 | Atlético Venezuela  | Rogelio Matos           | 18 de febrero | 15:00 | / TLT           | 8.155 | 108,73 % |
| Mineros de Guayana    | 4 : 1 | Trujillanos FC      | CTE Cachamay            | 18 de febrero | 17:15 | Sin transmisión | 5.876 | 14,12 %  |
| Estudiantes de Mérida | 0 : 0 | Monagas SC          | Metropolitano de Mérida | 19 de febrero | 11:00 | Sin transmisión | 3.633 | 8,60 %   |
| Deportivo Táchira     | 2 : 2 | Deportivo La Guaira | Pueblo Nuevo            | 19 de febrero | 15:00 | / TLT           | 9.840 | 25,39 %  |
| Portuguesa FC         | 0 : 3 | Deportivo JBL       | José Antonio Páez       | 19 de febrero | 15:30 | Sin transmisión | 1.907 | 13,62 %  |
| Metropolitanos FC     | 0 : 2 | Aragua FC           | Brígido Iriarte         | 19 de febrero | 16:00 | Sin transmisión | 454   | 4,54 %   |
| Deportivo Anzoátegui  | 0 : 0 | Carabobo            | José Antonio Anzoátegui | 19 de febrero | 17:00 | / TLT           | 4.185 | 11,16 %  |
| Caracas FC            | 1 : 1 | Zamora              | Olímpico UCV            | 20 de febrero | 19:00 | / TLT           | 3.203 | 12,86 %  |

| Aragua              | 0 : 0 | Deportivo Anzoátegui  | Hermanos Ghersi           | 23 de febrero | 16.00 | Sin transmisión | 2.540  | 15,87 % |
| Deportivo La Guaira | 2 : 1 | Atlético Venezuela    | Olímpico UCV              | 24 de febrero | 19.00 | Sin transmisión | 2.433  | 9,77 %  |
| Deportivo JBL       | 1 : 3 | Zulia                 | "Pachencho"Romero         | 25 de febrero | 15.30 | Sin transmisión | 10.983 | 27,45 % |
| Monagas             | 4 : 3 | Mineros de Guayana    | Monumental de Maturín     | 25 de febrero | 16.00 | Sin transmisión | 5.765  | 11,13 % |
| Metropolitanos      | 1 : 1 | Caracas               | Brígido Iriarte           | 26 de febrero | 16.00 | Sin transmisión | 3.040  | 30,40 % |
| Trujillanos         | 0 : 0 | Deportivo Táchira     | José Alberto Pérez        | 26 de febrero | 17.00 | / TLT           | 2.544  | 10,17 % |
| Deportivo Lara      | 6 : 0 | Portuguesa            | Metropolitano de Cabudare | 27 de febrero | 16.30 | / TLT           | 3.906  | 8,62 %  |
| Zamora              | 1 : 0 | Estudiantes de Mérida | Agustín Tovar             | 27 de febrero | 19.00 | / TLT           | 2.550  | 10,45 % |
| Carabobo            | 3 : 1 | Atlético Socopó       | Misael Delgado            | 28 de febrero | 19:00 | / TLT           | 1.800  | 17,30 % |

| Deportivo La Guaira   | 0 : 0 | Deportivo Lara    | Olímpico UCV            | 4 de marzo  | 16.00 | / TLT           | 2.128 | 8,54 %  |
| Mineros de Guayana    | 2 : 1 | Metropolitanos FC | CTE Cachamay            | 4 de marzo  | 17:00 | Sin transmisión | 4.723 | 11,35 % |
| Estudiantes de Mérida | 1 : 1 | Aragua FC         | Metropolitano de Mérida | 5 de marzo  | 11.00 | / TLT           | 3.268 | 7,74 %  |
| Portuguesa FC         | 0 : 2 | Monagas SC        | José Antonio Páez       | 5 de marzo  | 15.00 | / TLT           | 742   | 5,3 %   |
| Atlético Socopó       | 2 : 2 | Deportivo JBL     | Rogelio Matos           | 5 de marzo  | 15.00 | Sin transmisión | 3.902 | 52,02 % |
| Deportivo Táchira     | 1 : 0 | Carabobo          | Pueblo Nuevo            | 5 de marzo  | 17:00 | Sin transmisión | 7.069 | 18,24 % |
| Deportivo Anzoátegui  | 2 : 0 | Zamora            | José A. Anzoátegui      | 22 de marzo | 19.00 | Sin transmisión | 1.960 | 5,22 %  |
| Atlético Venezuela    | 1 : 2 | Trujillanos       | Brígido Iriarte         | 26 de marzo | 16.00 | Sin transmisión | 1.845 | 18,45 % |
| Zulia                 | 3 : 0 | Caracas FC        | José E. Romero          | 3 de mayo   | 18.30 | Sin transmisión | 2.078 | 4,61%   |

| Aragua         | 5 : 0 | Zulia                 | Hermanos Ghersi           | 10 de marzo | 16.00 | Sin transmisión | 1.000 | 6,25 %  |
| Deportivo Lara | 1 : 0 | Atlético Socopó       | Metropolitano de Cabudare | 11 de marzo | 17.00 | / Meridiano     | 2.500 | 5,51 %  |
| Deportivo JBL  | 1 : 2 | Deportivo Táchira     | "Pachencho" Romero        | 11 de marzo | 19.00 | / Meridiano     | 2.932 | 7,33 %  |
| Metropolitanos | 3 : 1 | Estudiantes de Mérida | Brígido Iriarte           | 12 de marzo | 16.00 | Sin trasmisión  | 417   | 4,17 %  |
| Trujillanos    | 2 : 1 | Deportivo La Guaira   | José Alberto Pérez        | 12 de marzo | 16.00 | Sin trasmisión  | 2.385 | 9,54 %  |
| Carabobo       | 1 : 0 | Atlético Venezuela    | Misael Delgado            | 12 de marzo | 17.00 | Sin trasmisión  | 2.905 | 27,93 % |
| Caracas        | 1 : 1 | Mineros de Guayana    | Olímpico UCV              | 12 de marzo | 17.00 | / TLT           | 3.178 | 12,76 % |
| Zamora         | 6 : 1 | Portuguesa            | Agustín Tovar             | 12 de marzo | 19.00 | / TLT           | 1.876 | 7,68 %  |
| Monagas        | 1 : 0 | Deportivo Anzoátegui  | Monumental de Maturín     | 26 de marzo | 16:00 | Sin transmisión | 4.701 | 9,07 %  |

| Deportivo Anzoátegui  | 0 : 1 | Metropolitanos | José Antonio Anzoátegui | 18 de marzo | 16.00 | Sin transmisión | 2.125  | 5,66 %  |
| Atlético Venezuela    | 2 : 1 | Deportivo JBL  | Brígido Iriarte         | 19 de marzo | 11.00 | Sin transmisión | 569    | 5,69 %  |
| Estudiantes de Mérida | 1 : 2 | Caracas        | Metropolitano de Mérida | 19 de marzo | 11.00 | / TLT           | 4.168  | 9,87 %  |
| Atlético Socopó       | 0 : 2 | Monagas        | Rogelio Matos           | 19 de marzo | 15.00 | Sin transmisión | 4.325  | 57,66 % |
| Deportivo La Guaira   | 0 : 1 | Carabobo       | Olímpico UCV            | 19 de marzo | 15.00 | / TLT           | 1.069  | 4,29 %  |
| Portuguesa            | 0 : 0 | Trujillanos    | José Antonio Páez       | 19 de marzo | 15.30 | Sin transmisión | 677    | 4,83 %  |
| Mineros de Guayana    | 3 : 3 | Aragua         | CTE Cachamay            | 19 de marzo | 17.00 | Sin transmisión | 4.615  | 11,09 % |
| Deportivo Táchira     | 4 : 1 | Deportivo Lara | Pueblo Nuevo            | 19 de marzo | 17.00 | / TLT           | 8.378  | 21,61 % |
| Zulia                 | 3 : 0 | Zamora         | "Pachencho" Romero      | 19 de marzo | 19.00 | / TLT           | 11.248 | 28,12 % |

| Aragua FC             | 1 : 1 | Portuguesa FC        | Hermanos Ghersi           | 1 de abril | 11:00 | Sin transmisión | 2.078 | 12,98 % |
| Deportivo JBL Zulia   | 1 : 0 | Deportivo La Guaira  | Pachencho Romero          | 1 de abril | 15:00 | Sin transmisión | 696   | 1,73 %  |
| Deportivo Lara        | 2 : 3 | Atlético Venezuela   | Metropolitano de Cabudare | 1 de abril | 17:00 | / TLT           | 3.438 | 7,58 %  |
| Monagas SC            | 1 : 1 | Deportivo Táchira    | Monumental de Maturín     | 1 de abril | 19:00 | / TLT           | 7.574 | 14,62 % |
| Metropolitanos FC     | 1 : 0 | Zulia                | Brígido Iriarte           | 1 de abril | 19:00 | Sin transmisión | 1.290 | 12,90 % |
| Estudiantes de Mérida | 2 : 0 | Mineros de Guayana   | Metropolitano de Mérida   | 2 de abril | 11:00 | Sin transmisión | 4.295 | 10,17 % |
| Trujillanos FC        | 1 : 1 | Carabobo             | José Alberto Pérez        | 2 de abril | 16:00 | Sin transmisión | 2.380 | 9,52 %  |
| Caracas FC            | 2 : 2 | Deportivo Anzoátegui | Olímpico UCV              | 2 de abril | 17:00 | / TLT           | 2.666 | 10,70 % |
| Zamora                | 1 : 0 | Atlético Socopó      | Agustín Tovar             | 2 de abril | 19:00 | / TLT           | 3.100 | 12,70 % |

| Deportivo La Guaira | 0 : 0 | Zamora                | Olímpico de la UCV      | 8 de abril | 17:00 | / TLT           | 1.300 | 5,22 %  |
| Deportivo Anzátegui | 2 : 0 | Estudiantes de Mérida | José Antonio Anzoátegui | 8 de abril | 19:00 | / TLT           | 2.356 | 6,28 %  |
| Atlético Venezuela  | 1 : 1 | Monagas SC            | Brigido Iriarte         | 9 de abril | 11:00 | Sin transmisión | 1.051 | 10,51 % |
| Atlético Socopó     | 3 : 2 | Metropolitanos FC     | Rogelio Matos           | 9 de abril | 15:00 | Sin transmisión | 2.518 | 33,57 % |
| Portuguesa FC       | 1 : 1 | Caracas FC            | José Antonio Paez       | 9 de abril | 15:30 | Sin transmisión | 3.789 | 27,06 % |
| Trujillanos FC      | 4 : 1 | Deportivo JBL         | José Alberto Pérez      | 9 de abril | 16:00 | Sin transmisión | 2.765 | 11,06 % |
| Carabobo            | 2 : 1 | Deportivo Lara        | Misael Delgado          | 9 de abril | 17:00 | Sin transmisión | 3.200 | 30,76 % |
| Deportivo Táchira   | 2 : 1 | Aragua FC             | Pueblo Nuevo            | 9 de abril | 17:00 | / TLT           | 7.458 | 19,24 % |
| Zulia               | 3 : 2 | Mineros de Guayana    | José Encarnación Romero | 9 de abril | 19:00 | / TLT           | 3.956 | 9,69 %  |

| Zamora                | 4 : 0 | Atlético Venezuela   | Agustín Tovar             | 5 de abril  | 19:00 | Sin transmisión | 1.500 | 6,14 %  |
| Zulia                 | 1 : 5 | Carabobo             | José Encarnación Romero   | 13 de abril | 18:30 | Sin transmisión | 3.381 | 8,28 %  |
| Deportivo Lara        | 1 : 1 | Trujillanos          | Metropolitano de Cabudare | 15 de abril | 16:00 | / TLT           | 1.839 | 4,05 %  |
| Aragua                | 1 : 0 | Deportivo JBL        | Hermanos Ghersi           | 16 de abril | 11:00 | / TLT           | 643   | 4,01 %  |
| Estudiantes de Mérida | 1 : 4 | Deportivo Táchira    | Metropolitano de Mérida   | 16 de abril | 11:00 | Sin transmisión | 8.292 | 19,64 % |
| Metropolitanos        | 2 : 2 | Portuguesa           | Brígido Iriarte           | 16 de abril | 16:00 | Sin transmisión | 890   | 8,9 %   |
| Mineros de Guayana    | 4 : 4 | Deportivo Anzoátegui | CTE Cachamay              | 16 de abril | 16:00 | / TLT           | 4.534 | 10,89 % |
| Monagas               | 1 : 1 | Deportivo La Guaira  | Monumental de Maturín     | 16 de abril | 16:00 | Sin transmisión | 2.687 | 5,18 %  |
| Caracas               | 0 : 0 | Atlético Socopó      | Olímpico de la UCV        | 16 de abril | 17:00 | Sin transmisión | 2.140 | 8,59 %  |

| Deportivo Lara      | 1 : 0 | Zamora                | Metropolitano de Cabudare | 23 de febrero | 18.00 | Sin transmisión | 2.888  | 6,37 %  |
| Deportivo JBL       | 2 : 1 | Monagas               | "Pachencho" Romero        | 22 de abril   | 15.00 | Sin transmisión | 680    | 1,66 %  |
| Trujillanos         | 3 : 0 | Zulia                 | José Alberto Pérez        | 22 de abril   | 16.00 | Sin transmisión | 3.522  | 14,08 % |
| Carabobo            | 3 : 0 | Aragua                | Misael Delgado            | 22 de abril   | 19.00 | / TLT           | 2.201  | 21,16 % |
| Atlético Venezuela  | 2 : 1 | Mineros de Guayana    | Brígido Iriarte           | 23 de abril   | 11.00 | / TLT           | 519    | 5,19 %  |
| Atlético Socopó     | 1 : 1 | Deportivo Anzoátegui  | Rogelio Matos             | 23 de abril   | 15.00 | Sin transmisión | 3.777  | 50,36 % |
| Portuguesa          | 0 : 0 | Estudiantes de Mérida | José Antonio Páez         | 23 de abril   | 15.30 | Sin transmisión | 1.221  | 8,72 %  |
| Deportivo La Guaira | 4 : 0 | Metropolitanos        | Olímpico UCV              | 23 de abril   | 17.00 | Sin transmisión | 2.200  | 8,83 %  |
| Deportivo Táchira   | 2 : 0 | Caracas               | Pueblo Nuevo              | 23 de abril   | 17.00 | / TLT           | 22.405 | 57,81 % |

| Zamora                | 2 : 1 | Deportivo JBL       | Agustín Tovar           | 26 de marzo | 18:30 | Sin transmisión | 1.746 | 7,15 %  |
| Metropolitanos        | 1 : 0 | Trujillanos         | Brígido Iriarte         | 26 de abril | 15.00 | Sin transmisión | 118   | 1,18 %  |
| Aragua                | 1 : 1 | Atlético Socopó     | Hermanos Ghersi         | 26 de abril | 16.00 | Sin transmisión | 888   | 5,55 %  |
| Deportivo Anzoátegui  | 1 : 1 | Deportivo Táchira   | José Antonio Anzoátegui | 26 de abril | 19.00 | / TLT           | 4.575 | 12,20 % |
| Estudiantes de Mérida | 2 : 3 | Carabobo            | Metropolitano de Mérida | 26 de abril | 19.00 | Sin transmisión | 2.655 | 6,29 %  |
| Mineros de Guayana    | 0 : 3 | Portuguesa          | CTE Cachamay            | 26 de abril | 19.00 | Sin transmisión | 2.311 | 5,55 %  |
| Caracas               | 3 : 1 | Atlético Venezuela  | Olímpico UCV            | 27 de abril | 17.00 | / TLT           | 2.059 | 8,26 %  |
| Zulia                 | 1 : 3 | Deportivo La Guaira | "Pachencho" Romero      | 10 de mayo  | 18:30 | Sin transmisión | 1.883 | 4,18 %  |
| Monagas               | 2 : 0 | Deportivo Lara      | Monumental de Maturín   | 11 de mayo  | 19:00 | Sin transmisión | 3.231 | 6,23 %  |

| Deportivo JBL       | 2 : 1 | Metropolitanos        | "Pachencho" Romero    | 29 de abril | 15.00 | Sin transmisión | 850   | 2,08 %  |
| Atlético Venezuela  | 1 : 0 | Aragua                | Brígido Iriarte       | 30 de abril | 11.00 | Sin transmisión | 837   | 8,37 %  |
| Portuguesa          | 1 : 1 | Zulia                 | José Antonio Páez     | 30 de abril | 15.30 | Sin transmisión | 2.749 | 19,63 % |
| Trujillanos         | 0: 0  | Monagas               | José Alberto Pérez    | 30 de abril | 16.00 | Sin transmisión | 2.805 | 11,21 % |
| Deportivo Lara      | 0 : 2 | Deportivo Anzoátegui  | Metropolitano de Lara | 30 de abril | 17.00 | / TLT           | 1.655 | 4,41 %  |
| Carabobo            | 1 : 2 | Caracas               | Misael Delgado        | 30 de abril | 19.00 | / TLT           | 5.040 | 48,46 % |
| Atlético Socopó     | 0 : 2 | Estudiantes de Mérida | Rogelio Matos         | 1 de mayo   | 10.00 | Sin transmisión | 3.612 | 48,16 % |
| Deportivo La Guaira | 3 : 1 | Mineros de Guayana    | Olímpico UCV          | 1 de mayo   | 15.00 | / TLT           | 1.083 | 4,34 %  |
| Deportivo Táchira   | 0 : 0 | Zamora                | Pueblo Nuevo          | 1 de mayo   | 17.00 | / TLT           | 9.093 | 23,46   |

| Monagas               | 3 : 3 | Carabobo            | Monumental de Maturín   | 6 de mayo | 17:00 | / TLT           | 4.322 | 8,34 %  |
| Zulia                 | 3 : 1 | Atlético Venezuela  | "Pachencho" Romero      | 6 de mayo | 19:00 | / TLT           | 1.719 | 4,21 %  |
| Aragua                | 2 : 1 | Deportivo La Guaira | Hermanos Ghersi         | 7 de mayo | 11:00 | / TLT           | 2.734 | 17,08 % |
| Estudiantes de Mérida | 2 : 1 | Deportivo Lara      | Metropolitano de Mérida | 7 de mayo | 11:00 | Sin transmisión | 3.276 | 7,76 %  |
| Deportivo Anzoátegui  | 0 : 0 | Portuguesa          | José Antonio Anzoátegui | 7 de mayo | 16:00 | Sin transmisión | 2.768 | 7,38 %  |
| Caracas               | 4 : 1 | Deportivo JBL       | Olímpico UCV            | 7 de mayo | 16:00 | Sin transmisión | 2.414 | 9,69 %  |
| Metropolitanos        | 0 : 1 | Deportivo Táchira   | Brígido Iriarte         | 7 de mayo | 16:00 | Sin transmisión | 731   | 7,31 %  |
| Mineros de Guayana    | 1 : 0 | Atlético Socopó     | CTE Cachamay            | 7 de mayo | 17:00 | Sin transmisión | 1.255 | 3,01 %  |
| Zamora                | 2 : 2 | Trujillanos         | Agustín Tovar           | 8 de mayo | 17:00 | / TLT           | 1.746 | 7,15%   |

| Atlético Socopó     | 2 : 1 | Zulia                 | Rogelio Matos             | 13 de mayo | 15:00 | Sin transmisión | 3.745 | 49,93 % |
| Deportivo JBL       | 1 : 1 | Estudiantes de Mérida | "Pachencho" Romero        | 13 de mayo | 15:00 | Sin transmisión | 675   | 1,5 %   |
| Deportivo Táchira   | 2 : 4 | Mineros de Guayana    | Pueblo Nuevo              | 13 de mayo | 17:00 | / TLT           | 5.917 | 15,26 % |
| Atlético Venezuela  | 1 : 3 | Deportivo Anzoátegui  | Brígido Iriarte           | 14 de mayo | 11:00 | / TLT           | 986   | 9,86 %  |
| Trujillanos         | 0 : 1 | Aragua                | José Alberto Pérez        | 14 de mayo | 16:00 | Sin transmisión | 2.687 | 10,74 % |
| Carabobo            | 0 : 0 | Zamora                | Misael Delgado            | 14 de mayo | 17:00 | Sin transmisión | 1.338 | 12,86 % |
| Monagas             | 4 : 1 | Metropolitanos        | "Pachencho" Romero        | 14 de mayo | 17:00 | Sin transmisión | 2.571 | 4,96 %  |
| Deportivo La Guaira | 1 : 1 | Portuguesa            | Olímpico UCV              | 14 de mayo | 18:00 | Sin transmisión | 1.388 | 5.57 %  |
| Deportivo Lara      | 1 : 3 | Caracas               | Metropolitano de Cabudare | 17 de mayo | 19:00 | Sin transmisión | 746   | 1,64 %  |

| Zulia                 | 0 : 3 | Deportivo Táchira   | "Pachencho" Romero      | 19 de mayo | 16:00 | Sin transmisión | 2.216 | 4,92%  |
| Zamora                | 2 : 1 | Monagas             | Agustín Tovar           | 20 de mayo | 19:00 | Sin transmisión | 2.254 | 9,23%  |
| Estudiantes de Mérida | 1 : 1 | Atlético Venezuela  | Metropolitano de Mérida | 21 de mayo | 11:00 | Sin transmisión | 2.746 | 6,51%  |
| Metropolitanos        | 0 : 5 | Carabobo            | Brígido Iriarte         | 21 de mayo | 16:00 | Sin transmisión | 321   | 3,21%  |
| Portuguesa            | 1 : 0 | Atlético Socopó     | José Antonio Páez       | 21 de mayo | 16:00 | Sin transmisión | 3.127 | 22,33% |
| Aragua                | 1 : 1 | Deportivo Lara      | Hermanos Ghersi         | 21 de mayo | 17:00 | Sin transmisión | 2.836 | 17,73% |
| Mineros de Guayana    | 2 : 0 | Deportivo JBL       | CTE Cachamay            | 21 de mayo | 17:00 | Sin transmisión | 1.542 | 3,71%  |
| Caracas               | 4 : 0 | Trujillanos         | Olímpico UCV            | 21 de mayo | 17:00 | / TLT           | 2.656 | 10,67% |
| Deportivo Anzoátegui  | 2 : 0 | Deportivo La Guaira | José Antonio Anzoátegui | 21 de mayo | 17:00 | / TLT           | 3.619 | 9,65%  |

## Liguilla
La Liguilla se jugará cuando finalice el Todos Contra Todos, donde los ocho mejores clubes jugarán por un cupo a la Copa Sudamericana 2018 y otro cupo a la Copa Libertadores de América 2018. El partido de vuelta se juega en casa del equipo que haya obtenido mejor posición durante el torneo regular.
|  | Cuartos de final | Cuartos de final | Cuartos de final | Cuartos de final | Cuartos de final |   |       | Semifinales    | Semifinales | Semifinales | Semifinales | Semifinales |  |   | Final   | Final | Final | Final | Final |  |
|  |                  |                  |                  |                  |                  |   |       |                |             |             |             |             |  |   |         |       |       |       |       |  |
|  |                  |                  |                  |                  |                  |   |       |                |             |             |             |             |  |   |         |       |       |       |       |  |
|  | 1                | Dvo. Táchira     | 2                | 2                | 4                |   |       |                |             |             |             |             |  |   |         |       |       |       |       |  |
|  | 1                | Dvo. Táchira     | 2                | 2                | 4                |   |       |                |             |             |             |             |  |   |         |       |       |       |       |  |
|  | 8                | Dvo. La Guaira   | 3                | 2                | 5                |   |       |                |             |             |             |             |  |   |         |       |       |       |       |  |
|  | 8                | Dvo. La Guaira   | 3                | 2                | 5                |   | 8     | Dvo. La Guaira | 1           | 2           | 3 (3)       |             |  |   |         |       |       |       |       |  |
|  |                  |                  |                  |                  |                  |   | 8     | Dvo. La Guaira | 1           | 2           | 3 (3)       |             |  |   |         |       |       |       |       |  |
|  |                  |                  | 5                | Caracas (p)      | 2                | 1 | 3 (4) |                |             |             |             |             |  |   |         |       |       |       |       |  |
|  | 4                | Dvo. Anzoátegui  | 5                | Caracas (p)      | 2                | 1 | 3 (4) | 0              | 0           | 0           |             |             |  |   |         |       |       |       |       |  |
|  | 4                | Dvo. Anzoátegui  |                  |                  |                  |   |       |                |             | 0           |             |             |  |   |         |       |       |       |       |  |
|  | 5                | Caracas          | 1                | 0                | 1                |   |       |                |             |             |             |             |  |   |         |       |       |       |       |  |
|  | 5                | Caracas          | 1                | 0                | 1                |   |       |                |             |             |             |             |  | 5 | Caracas | 0     | 2     | 2     |       |  |
|  |                  |                  |                  |                  |                  |   |       |                |             |             |             |             |  | 5 | Caracas | 0     | 2     | 2     |       |  |
|  |                  |                  | 6                | Monagas (v.)     | 1                | 1 | 2     |                |             |             |             |             |  |   |         |       |       |       |       |  |
|  | 2                | Carabobo         | 6                | Monagas (v.)     | 1                | 1 | 2     | 0              | 2           | 2           |             |             |  |   |         |       |       |       |       |  |
|  | 2                | Carabobo         |                  |                  |                  |   |       |                |             | 2           |             |             |  |   |         |       |       |       |       |  |
|  | 7                | Aragua           | 1                | 0                | 1                |   |       |                |             |             |             |             |  |   |         |       |       |       |       |  |
|  | 7                | Aragua           | 1                | 0                | 1                |   | 2     | Carabobo       | 0           | 1           | 1           |             |  |   |         |       |       |       |       |  |
|  |                  |                  |                  |                  |                  |   | 2     | Carabobo       | 0           | 1           | 1           |             |  |   |         |       |       |       |       |  |
|  |                  |                  | 6                | Monagas (v.)     | 0                | 1 | 1     |                |             |             |             |             |  |   |         |       |       |       |       |  |
|  | 3                | Zamora           | 6                | Monagas (v.)     | 0                | 1 | 1     | 1              | 1           | 2           |             |             |  |   |         |       |       |       |       |  |
|  | 3                | Zamora           |                  |                  |                  |   |       |                |             | 2           |             |             |  |   |         |       |       |       |       |  |
|  | 6                | Monagas          | 3                | 3                | 6                |   |       |                |             |             |             |             |  |   |         |       |       |       |       |  |
|  | 6                | Monagas          | 3                | 3                | 6                |   |       |                |             |             |             |             |  |   |         |       |       |       |       |  |
|  |                  |                  |                  |                  |                  |   |       |                |             |             |             |             |  |   |         |       |       |       |       |  |

### Cuartos de final
- La hora de cada encuentro corresponde al huso horario que rige a Venezuela (UTC-4)

#### Caracas FC - Deportivo Anzoátegui
| 26 de mayo de 2017, 17:00 GolTV / TLT | Caracas          | 1:0 (0:0) | Deportivo Anzoátegui | Estadio Olímpico de la U.C.V., Caracas                  |                                                         |
|                                       | E. Hernández 48' | Reporte   |                      | Asistencia: 2078 espectadores Árbitro(s): Ángel Arteaga | Asistencia: 2078 espectadores Árbitro(s): Ángel Arteaga |

| 12 de junio de 2017, 15:30 GolTV / TLT | Deportivo Anzoátegui | 0:0     | Caracas | Estadio José Antonio Anzoátegui, Barcelona           |                                                      |
|                                        |                      | Reporte |         | Asistencia: 2875 espectadores Árbitro(s): Randy Lugo | Asistencia: 2875 espectadores Árbitro(s): Randy Lugo |

| Pasa a Semifinal Caracas (Global 1:0) |

#### Deportivo La Guaira - Deportivo Táchira
| 27 de mayo de 2017, 17:00 GolTV / TLT | Deportivo La Guaira                              | 3:2 (1:1) | Deportivo Táchira               | Estadio Olímpico de la U.C.V., Caracas                       |                                                              |
|                                       | E. Aguilar 14' · D. González 66' · J. Azócar 78' | Reporte   | P. Ramírez 39' · D. Benítez 72' | Asistencia: 3847 espectadores Árbitro(s): Orlando Bracamonte | Asistencia: 3847 espectadores Árbitro(s): Orlando Bracamonte |

| 11 de junio de 2017, 17:00 GolTV / TLT | Deportivo Táchira                 | 2:2 (1:1) | Deportivo La Guaira            | Polideportivo de Pueblo Nuevo, San Cristóbal            |                                                         |
|                                        | J. R. Reyes 10' · J. González 64' | Reporte   | Z. Valoyes 26' · D. Melean 82' | Asistencia: 9650 espectadores Árbitro(s): Edixon España | Asistencia: 9650 espectadores Árbitro(s): Edixon España |

| Pasa a Semifinal Deportivo La Guaira (Global 5:4) |

#### Aragua FC - Carabobo FC
| 4 de junio de 2017, 15:30 Sin Transmisión | Aragua        | 1:0 (1:0) | Carabobo | Estadio José Antonio Páez, Acarigua                                    |                                                                        |
|                                           | O. García 29' | Reporte   |          | Asistencia: A Puerta Cerrada espectadores Árbitro(s): Jesús Valenzuela | Asistencia: A Puerta Cerrada espectadores Árbitro(s): Jesús Valenzuela |

| 11 de junio de 2017, 19:30 GolTV / TLT | Carabobo                          | 2:0 (2:0) | Aragua | Polideportivo Misael Delgado, Valencia                   |                                                          |
|                                        | M. Cova 15' · T. Tobar 38' (pen.) | Reporte   |        | Asistencia: 2743 espectadores Árbitro(s): Eduardo Mármol | Asistencia: 2743 espectadores Árbitro(s): Eduardo Mármol |

| Pasa a Semifinal Carabobo (Global 2:1) |

#### Monagas - Zamora FC
| 29 de mayo de 2017, 19:00 GolTV / TLT | Monagas                               | 3:1 (1:1) | Zamora        | Estadio Monumental, Maturín                         |                                                     |
|                                       | L. González 10' · A. Blondell 58' 69' | Reporte   | L. Vargas 37' | Asistencia: 6137 espectadores Árbitro(s): Juan Soto | Asistencia: 6137 espectadores Árbitro(s): Juan Soto |

| 10 de junio de 2017, 19:00 GolTV / TLT | Zamora              | 1:3 (1:0) | Monagas                                                  | Estadio Agustín Tovar, Barinas                             |                                                            |
|                                        | R. Clarke 6' (pen.) | Reporte   | L. González 70' (pen.) · D. Febles 79' · A. Blondell 83' | Asistencia: 2962 espectadores Árbitro(s): Marlon Escalante | Asistencia: 2962 espectadores Árbitro(s): Marlon Escalante |

| Pasa a Semifinal Monagas (Global 6:2) |

##### Nota
| 1. |

### Semifinal

#### Dvo. La Guaira - Caracas
| 17 de junio de 2017, 17:30 GolTV / TLT | Deportivo La Guaira | 1:2 (1:1) | Caracas                              | Estadio Olímpico de la U.C.V., Caracas                |                                                       |
|                                        | D. González 9'      | Reporte   | E. Farías 34' (pen.) · R. Castro 73' | Asistencia: 7246 espectadores Árbitro(s): José Argote | Asistencia: 7246 espectadores Árbitro(s): José Argote |

| 20 de junio de 2017, 17:00 GolTV / TLT | Caracas                                                                       | 1:2 (0:1) (4:3 p.)         | Deportivo La Guaira                                                                           | Estadio Olímpico de la U.C.V., Caracas                   |                                                          |
|                                        | E. Farías 83'                                                                 | Reporte                    | D. González 22' · Z. Valoyes 49' (pen.)                                                       | Asistencia: 3211 espectadores Árbitro(s): José Luis Hoyo | Asistencia: 3211 espectadores Árbitro(s): José Luis Hoyo |
|                                        |                                                                               | Tiros desde el punto penal |                                                                                               |                                                          |                                                          |
|                                        | Reiner Castro · Fredys Arrieta · Edwuin Pernía · Gabriele Rosa · Edder Farías |                            | Edwin Aguilar · Francisco La Mantía · Cristian Cásseres · Juan Carlos Azócar · Roberto Tucker |                                                          |                                                          |

| Pasa a la Final Caracas (Global 3:3) (4:3 p.) |

#### Monagas - Carabobo
| 17 de junio de 2017, 20:00 GolTV / TLT | Monagas | 0:0     | Carabobo | Estadio Monumental, Maturín                              |                                                          |
|                                        |         | Reporte |          | Asistencia: 16357 espectadores Árbitro(s): Kevin Sánchez | Asistencia: 16357 espectadores Árbitro(s): Kevin Sánchez |

| 20 de junio de 2017, 19:30 GolTV / TLT | Carabobo       | 1:1 (1:1) | Monagas      | Polideportivo Misael Delgado, Valencia                    |                                                           |
|                                        | R. Badillo 41' | Reporte   | D. Febles 2' | Asistencia: 11440 espectadores Árbitro(s): Anderson Tovar | Asistencia: 11440 espectadores Árbitro(s): Anderson Tovar |

| Pasa a Final Monagas (Global 1:1 v.) |

### Final

#### Ida
| 1     | POR   | Ángel Hernández   |     |
| 3     | DEF   | Joaquín Lencinas  |     |
| 25    | DEF   | Lucas Trejo       |     |
| 23    | DEF   | Samuel Barbieri   | 82' |
| 19    | DEF   | Óscar González    |     |
| 14    | MED   | Dager Palacios    |     |
| 21    | MED   | Vicente Rodríguez |     |
| 8     | MED   | Javier García     |     |
| 10    | DEL   | Luis González     | 73' |
| 11    | DEL   | Daniel Febles     |     |
| 17    | DEL   | Anthony Blondell  |     |
| D. T. | D. T. | Jhonny Ferreira   |     |

| 1     | POR   | Wuilker Faríñez   |     |
| 15    | DEF   | Eduardo Fereira   |     |
| 3     | DEF   | Moises Acuña      |     |
| 6     | DEF   | Rubert Quijada    |     |
| 2     | DEF   | Daniel Linárez    |     |
| 10    | MED   | Evelio Hernández  |     |
| 5     | MED   | Miguel Mea Vitali | 56' |
| 21    | MED   | Robert Garcés     |     |
| 16    | DEL   | Robert Hernández  | 73' |
| 14    | DEL   | Reiner Castro     | 83' |
| 27    | DEL   | Edder Farías      |     |
| D. T. | D. T. | Noel Sanvicente   |     |

| 30 | DEF | Ismael Romero   | 73' |
| 24 | MED | Yohanner García | 82' |

| 20 | MED | Gabriele Rosa | 56' |
| 11 | DEL | Edwuin Pernía | 73' |
| 17 | MED | Rafael Arace  | 83' |

| 47' · | Samuel Barbieri |  |

| 30' · 49' · 63' | Samuel Barbieri Luis Gonzáles Daniel Febles |

| 18' · 28' | Robert Garcés Moises Acuña |

| Principal  | Ángel Arteaga   |
| Asistentes | Lubin Torrealba |
|            | Alberto Ponte   |
| Cuarto     | José Márquez    |

| 1     | POR   | Ángel Hernández   |     |
| 3     | DEF   | Joaquín Lencinas  |     |
| 25    | DEF   | Lucas Trejo       |     |
| 23    | DEF   | Samuel Barbieri   | 82' |
| 19    | DEF   | Óscar González    |     |
| 14    | MED   | Dager Palacios    |     |
| 21    | MED   | Vicente Rodríguez |     |
| 8     | MED   | Javier García     |     |
| 10    | DEL   | Luis González     | 73' |
| 11    | DEL   | Daniel Febles     |     |
| 17    | DEL   | Anthony Blondell  |     |
| D. T. | D. T. | Jhonny Ferreira   |     |

| 1     | POR   | Wuilker Faríñez   |     |
| 15    | DEF   | Eduardo Fereira   |     |
| 3     | DEF   | Moises Acuña      |     |
| 6     | DEF   | Rubert Quijada    |     |
| 2     | DEF   | Daniel Linárez    |     |
| 10    | MED   | Evelio Hernández  |     |
| 5     | MED   | Miguel Mea Vitali | 56' |
| 21    | MED   | Robert Garcés     |     |
| 16    | DEL   | Robert Hernández  | 73' |
| 14    | DEL   | Reiner Castro     | 83' |
| 27    | DEL   | Edder Farías      |     |
| D. T. | D. T. | Noel Sanvicente   |     |

| 30 | DEF | Ismael Romero   | 73' |
| 24 | MED | Yohanner García | 82' |

| 20 | MED | Gabriele Rosa | 56' |
| 11 | DEL | Edwuin Pernía | 73' |
| 17 | MED | Rafael Arace  | 83' |

| 47' · | Samuel Barbieri |  |

| 30' · 49' · 63' | Samuel Barbieri Luis Gonzáles Daniel Febles |

| 18' · 28' | Robert Garcés Moises Acuña |

| Principal  | Ángel Arteaga   |
| Asistentes | Lubin Torrealba |
|            | Alberto Ponte   |
| Cuarto     | José Márquez    |

| 1     | POR   | Ángel Hernández   |     |
| 3     | DEF   | Joaquín Lencinas  |     |
| 25    | DEF   | Lucas Trejo       |     |
| 23    | DEF   | Samuel Barbieri   | 82' |
| 19    | DEF   | Óscar González    |     |
| 14    | MED   | Dager Palacios    |     |
| 21    | MED   | Vicente Rodríguez |     |
| 8     | MED   | Javier García     |     |
| 10    | DEL   | Luis González     | 73' |
| 11    | DEL   | Daniel Febles     |     |
| 17    | DEL   | Anthony Blondell  |     |
| D. T. | D. T. | Jhonny Ferreira   |     |

| 1     | POR   | Wuilker Faríñez   |     |
| 15    | DEF   | Eduardo Fereira   |     |
| 3     | DEF   | Moises Acuña      |     |
| 6     | DEF   | Rubert Quijada    |     |
| 2     | DEF   | Daniel Linárez    |     |
| 10    | MED   | Evelio Hernández  |     |
| 5     | MED   | Miguel Mea Vitali | 56' |
| 21    | MED   | Robert Garcés     |     |
| 16    | DEL   | Robert Hernández  | 73' |
| 14    | DEL   | Reiner Castro     | 83' |
| 27    | DEL   | Edder Farías      |     |
| D. T. | D. T. | Noel Sanvicente   |     |

| 30 | DEF | Ismael Romero   | 73' |
| 24 | MED | Yohanner García | 82' |

| 20 | MED | Gabriele Rosa | 56' |
| 11 | DEL | Edwuin Pernía | 73' |
| 17 | MED | Rafael Arace  | 83' |

| 47' · | Samuel Barbieri |  |

| 30' · 49' · 63' | Samuel Barbieri Luis Gonzáles Daniel Febles |

| 18' · 28' | Robert Garcés Moises Acuña |

| Principal  | Ángel Arteaga   |
| Asistentes | Lubin Torrealba |
|            | Alberto Ponte   |
| Cuarto     | José Márquez    |

| 1     | POR   | Ángel Hernández   |     |
| 3     | DEF   | Joaquín Lencinas  |     |
| 25    | DEF   | Lucas Trejo       |     |
| 23    | DEF   | Samuel Barbieri   | 82' |
| 19    | DEF   | Óscar González    |     |
| 14    | MED   | Dager Palacios    |     |
| 21    | MED   | Vicente Rodríguez |     |
| 8     | MED   | Javier García     |     |
| 10    | DEL   | Luis González     | 73' |
| 11    | DEL   | Daniel Febles     |     |
| 17    | DEL   | Anthony Blondell  |     |
| D. T. | D. T. | Jhonny Ferreira   |     |

| 1     | POR   | Wuilker Faríñez   |     |
| 15    | DEF   | Eduardo Fereira   |     |
| 3     | DEF   | Moises Acuña      |     |
| 6     | DEF   | Rubert Quijada    |     |
| 2     | DEF   | Daniel Linárez    |     |
| 10    | MED   | Evelio Hernández  |     |
| 5     | MED   | Miguel Mea Vitali | 56' |
| 21    | MED   | Robert Garcés     |     |
| 16    | DEL   | Robert Hernández  | 73' |
| 14    | DEL   | Reiner Castro     | 83' |
| 27    | DEL   | Edder Farías      |     |
| D. T. | D. T. | Noel Sanvicente   |     |

| 30 | DEF | Ismael Romero   | 73' |
| 24 | MED | Yohanner García | 82' |

| 20 | MED | Gabriele Rosa | 56' |
| 11 | DEL | Edwuin Pernía | 73' |
| 17 | MED | Rafael Arace  | 83' |

| 47' · | Samuel Barbieri |  |

| 30' · 49' · 63' | Samuel Barbieri Luis Gonzáles Daniel Febles |

| 18' · 28' | Robert Garcés Moises Acuña |

| Principal  | Ángel Arteaga   |
| Asistentes | Lubin Torrealba |
|            | Alberto Ponte   |
| Cuarto     | José Márquez    |

#### Vuelta
| 1     | POR   | Wuilker Faríñez   |     |
| 15    | DEF   | Eduardo Fereira   |     |
| 4     | DEF   | William Díaz      |     |
| 6     | DEF   | Rubert Quijada    |     |
| 2     | DEF   | Daniel Linárez    |     |
| 10    | MED   | Evelio Hernández  | 74' |
| 5     | MED   | Miguel Mea Vitali | 58' |
| 21    | MED   | Robert Garcés     |     |
| 16    | DEL   | Robert Hernández  |     |
| 18    | DEL   | Fredys Arrieta    | 63' |
| 11    | DEL   | Edder Farías      |     |
| D. T. | D. T. | Noel Sanvicente   |     |

| 1     | POR   | Ángel Hernández   |     |
| 23    | DEF   | Samuel Barbieri   | 60' |
| 3     | DEF   | Joaquín Lencinas  |     |
| 25    | DEF   | Lucas Trejo       |     |
| 19    | DEF   | Óscar González    |     |
| 14    | MED   | Dager Palacios    |     |
| 21    | MED   | Vicente Rodríguez | 90' |
| 8     | MED   | Javier García     |     |
| 11    | DEL   | Daniel Febles     |     |
| 17    | DEL   | Anthony Blondell  |     |
| 20    | DEL   | Luis Guerra       | 57' |
| D. T. | D. T. | Jhonny Ferreira   |     |

| 20 | MED | Gabriele Rosa | 58' |
| 14 | DEL | Reiner Castro | 63' |
| 17 | MED | Rafael Arace  | 74' |

| 30 | DEF | Ismael Romero   | 57' |
| 24 | MED | Yohanner García | 60' |
| 5  | MED | Óscar Guillén   | 90' |

| 35' · 57' | Robert Hernández Edder Farías | 1-0 2-1 |

| 51' | Anthony Blondell | 1-1 |

| 81' · | Gabriele Rosa |

| 42' · 52' | Javier García Anthony Blondell |

| Principal  | Alexis Herrera |
| Asistentes | Jorge Urrego   |
|            | Carlos López   |
| Cuarto     | José Argote    |

| 1     | POR   | Wuilker Faríñez   |     |
| 15    | DEF   | Eduardo Fereira   |     |
| 4     | DEF   | William Díaz      |     |
| 6     | DEF   | Rubert Quijada    |     |
| 2     | DEF   | Daniel Linárez    |     |
| 10    | MED   | Evelio Hernández  | 74' |
| 5     | MED   | Miguel Mea Vitali | 58' |
| 21    | MED   | Robert Garcés     |     |
| 16    | DEL   | Robert Hernández  |     |
| 18    | DEL   | Fredys Arrieta    | 63' |
| 11    | DEL   | Edder Farías      |     |
| D. T. | D. T. | Noel Sanvicente   |     |

| 1     | POR   | Ángel Hernández   |     |
| 23    | DEF   | Samuel Barbieri   | 60' |
| 3     | DEF   | Joaquín Lencinas  |     |
| 25    | DEF   | Lucas Trejo       |     |
| 19    | DEF   | Óscar González    |     |
| 14    | MED   | Dager Palacios    |     |
| 21    | MED   | Vicente Rodríguez | 90' |
| 8     | MED   | Javier García     |     |
| 11    | DEL   | Daniel Febles     |     |
| 17    | DEL   | Anthony Blondell  |     |
| 20    | DEL   | Luis Guerra       | 57' |
| D. T. | D. T. | Jhonny Ferreira   |     |

| 20 | MED | Gabriele Rosa | 58' |
| 14 | DEL | Reiner Castro | 63' |
| 17 | MED | Rafael Arace  | 74' |

| 30 | DEF | Ismael Romero   | 57' |
| 24 | MED | Yohanner García | 60' |
| 5  | MED | Óscar Guillén   | 90' |

| 35' · 57' | Robert Hernández Edder Farías | 1-0 2-1 |

| 51' | Anthony Blondell | 1-1 |

| 81' · | Gabriele Rosa |

| 42' · 52' | Javier García Anthony Blondell |

| Principal  | Alexis Herrera |
| Asistentes | Jorge Urrego   |
|            | Carlos López   |
| Cuarto     | José Argote    |

| 1     | POR   | Wuilker Faríñez   |     |
| 15    | DEF   | Eduardo Fereira   |     |
| 4     | DEF   | William Díaz      |     |
| 6     | DEF   | Rubert Quijada    |     |
| 2     | DEF   | Daniel Linárez    |     |
| 10    | MED   | Evelio Hernández  | 74' |
| 5     | MED   | Miguel Mea Vitali | 58' |
| 21    | MED   | Robert Garcés     |     |
| 16    | DEL   | Robert Hernández  |     |
| 18    | DEL   | Fredys Arrieta    | 63' |
| 11    | DEL   | Edder Farías      |     |
| D. T. | D. T. | Noel Sanvicente   |     |

| 1     | POR   | Ángel Hernández   |     |
| 23    | DEF   | Samuel Barbieri   | 60' |
| 3     | DEF   | Joaquín Lencinas  |     |
| 25    | DEF   | Lucas Trejo       |     |
| 19    | DEF   | Óscar González    |     |
| 14    | MED   | Dager Palacios    |     |
| 21    | MED   | Vicente Rodríguez | 90' |
| 8     | MED   | Javier García     |     |
| 11    | DEL   | Daniel Febles     |     |
| 17    | DEL   | Anthony Blondell  |     |
| 20    | DEL   | Luis Guerra       | 57' |
| D. T. | D. T. | Jhonny Ferreira   |     |

| 20 | MED | Gabriele Rosa | 58' |
| 14 | DEL | Reiner Castro | 63' |
| 17 | MED | Rafael Arace  | 74' |

| 30 | DEF | Ismael Romero   | 57' |
| 24 | MED | Yohanner García | 60' |
| 5  | MED | Óscar Guillén   | 90' |

| 35' · 57' | Robert Hernández Edder Farías | 1-0 2-1 |

| 51' | Anthony Blondell | 1-1 |

| 81' · | Gabriele Rosa |

| 42' · 52' | Javier García Anthony Blondell |

| Principal  | Alexis Herrera |
| Asistentes | Jorge Urrego   |
|            | Carlos López   |
| Cuarto     | José Argote    |

| 1     | POR   | Wuilker Faríñez   |     |
| 15    | DEF   | Eduardo Fereira   |     |
| 4     | DEF   | William Díaz      |     |
| 6     | DEF   | Rubert Quijada    |     |
| 2     | DEF   | Daniel Linárez    |     |
| 10    | MED   | Evelio Hernández  | 74' |
| 5     | MED   | Miguel Mea Vitali | 58' |
| 21    | MED   | Robert Garcés     |     |
| 16    | DEL   | Robert Hernández  |     |
| 18    | DEL   | Fredys Arrieta    | 63' |
| 11    | DEL   | Edder Farías      |     |
| D. T. | D. T. | Noel Sanvicente   |     |

| 1     | POR   | Ángel Hernández   |     |
| 23    | DEF   | Samuel Barbieri   | 60' |
| 3     | DEF   | Joaquín Lencinas  |     |
| 25    | DEF   | Lucas Trejo       |     |
| 19    | DEF   | Óscar González    |     |
| 14    | MED   | Dager Palacios    |     |
| 21    | MED   | Vicente Rodríguez | 90' |
| 8     | MED   | Javier García     |     |
| 11    | DEL   | Daniel Febles     |     |
| 17    | DEL   | Anthony Blondell  |     |
| 20    | DEL   | Luis Guerra       | 57' |
| D. T. | D. T. | Jhonny Ferreira   |     |

| 20 | MED | Gabriele Rosa | 58' |
| 14 | DEL | Reiner Castro | 63' |
| 17 | MED | Rafael Arace  | 74' |

| 30 | DEF | Ismael Romero   | 57' |
| 24 | MED | Yohanner García | 60' |
| 5  | MED | Óscar Guillén   | 90' |

| 35' · 57' | Robert Hernández Edder Farías | 1-0 2-1 |

| 51' | Anthony Blondell | 1-1 |

| 81' · | Gabriele Rosa |

| 42' · 52' | Javier García Anthony Blondell |

| Principal  | Alexis Herrera |
| Asistentes | Jorge Urrego   |
|            | Carlos López   |
| Cuarto     | José Argote    |

| Global 2:2 (v.) |

| Campeón Monagas S.C. (1° Título) |

## Tabla de Goleadores
| Delantero                                                                    | Edder Farías      | Caracas FC          | 13 | 6 | 4 | 3 |
| Delantero                                                                    | Víctor Aquino     | Deportivo Táchira   | 11 | 3 | 1 | 6 |
| Delantero                                                                    | Anthony Blondell  | Monagas SC          | 10 | 8 | 2 | 0 |
| Delantero                                                                    | Juan García Reyes | Aragua FC           | 9  | 7 | 0 | 2 |
| Centrocampista                                                               | Luis González     | Monagas SC          | 9  | 6 | 0 | 2 |
| Delantero                                                                    | Jesús Hernández   | Deportivo Lara      | 9  | 5 | 1 | 0 |
| Delantero                                                                    | Aquiles Ocanto    | Carabobo FC         | 9  | 5 | 3 | 0 |
| Delantero                                                                    | Richard Blanco    | Mineros             | 8  | 6 | 1 | 1 |
| Delantero                                                                    | Tommy Tobar       | Carabobo FC         | 8  | 5 | 2 | 1 |
| Delantero                                                                    | Zamir Valoyes     | Deportivo la Guaira | 8  | 4 | 1 | 3 |
| Última actualización: 2 de julio de 2017. Fuente: Mis Marcadores - soccerway |                   |                     |    |   |   |   |

## Pases a gol
| Centrocampista                                                   | Yohandry Orozco | Zulia F.C.          | 10 |
| Delantero                                                        | Aquiles Ocanto  | Carabobo F.C.       | 7  |
| Delantero                                                        | Zamir Valoyes   | Deportivo la Guaira | 5  |
| Delantero                                                        | Víctor Aquino   | Deportivo Táchira   | 5  |
| Centrocampista                                                   | Eduard Bello    | Carabobo FC         | 5  |
| Última actualización: 19 de junio de 2017. Fuente: SoccerDataVEN |                 |                     |    |

## Público
La siguiente tabla muestra la cantidad de espectadores que acumuló cada equipo en sus respectivos encuentros. No están incluidos los encuentros a puerta cerrada.El equipo con mayor asistencia fue el Monagas Sport Club, (asistencia general) y fue el equipo con mayor asistencia en un partido con más de 31 mil asistentes, además del clásico en Pueblo Nuevo. Deportivo Táchira lideró la tabla pese a ser únicamente cuartofinalista. Zulia Fútbol Club es el equipo que se encuentra más arriba sin haber clasificado al octogonal. Aragua Fútbol Club calificó a esta instancia, pero por actos de violencia el encuentro fue cambiado de sede y a puerta cerrada. Zamora, que finalizó tercero, es el equipo con peor promedio de asistencia habiendo jugado un encuentro de Liguilla en su propio estadio.
| Deportivo Táchira          | 85.541  | 9.504 | 22.405 | 9   |
| Monagas Sport Club         | 105.864 | 8.822 | 31.235 | 12  |
| Zulia Fútbol Club          | 45.199  | 5.022 | 14.343 | 9   |
| Atlético Socopó            | 39.362  | 4.920 | 9.860  | 8   |
| Caracas Fútbol Club        | 46.137  | 4.194 | 19.405 | 11  |
| Estudiantes de Mérida      | 37.428  | 4.158 | 8.292  | 9   |
| Mineros de Guayana         | 28.583  | 3.572 | 5.876  | 8   |
| Carabobo Fútbol Club       | 32.947  | 3.295 | 11.440 | 10  |
| Deportivo Anzoátegui       | 29.295  | 3.255 | 4.575  | 9   |
| Trujillanos Fútbol Club    | 28.073  | 3.119 | 4.585  | 9   |
| Deportivo Lara             | 23.539  | 2.615 | 4.205  | 9   |
| Deportivo La Guaira        | 28.303  | 2.573 | 7.246  | 11  |
| Zamora Fútbol Club         | 22.134  | 2.459 | 4.708  | 9   |
| Deportivo JBL del Zulia    | 18.181  | 2.272 | 10.983 | 8   |
| Portuguesa Fútbol Club     | 16.995  | 2.124 | 3.789  | 8   |
| Aragua Fútbol Club         | 16.092  | 1.788 | 2.836  | 9   |
| Atlético Venezuela         | 9.407   | 1.175 | 2.325  | 8   |
| Metropolitanos Fútbol Club | 8.196   | 910   | 3.040  | 9   |
| Primera División           | 621.276 | 3.765 | 31.235 | 165 |